# 국가통계백서
국가통계백서는 통계청이 이전 연도 한 해 동안에 걸쳐 추진한 국가통계 발전 성과를 종합적으로 정리·평가하고 그 내용을 통계작성기관 및 일반국민에게 제공하여 국가통계 발전에 환류하기 위해 매년 발간하는 간행물이다.

## 연혁
- 2011 국가통계백서 첫 발간(2012.5.)
- 2012 국가통계백서(2013.5.)
- 2013-2014 국가통계백서(2015.8.)
- 2015 국가통계백서(2016.6.)
- 2016 국가통계백서(2017.6.)
- 2017 국가통계백서(2018.5.)
- 2018 국가통계백서(2019.6.)